# Норвежский скат
Норвежский скат (лат. Dipturus nidarosiensis) — вид хрящевых рыб семейства ромбовых скатов отряда скатообразных. Обитают в северо-восточной части Атлантического океана между 67° с. ш. и 16° с. ш и между 19° з. д. и 22° з. д. Встречаются на глубине до 1000 м. Их крупные, уплощённые грудные плавники образуют диск в виде ромба со удлинённым и заострённым рылом. Это один из самых крупных скатов, обитающих в европейских водах, максимальная зарегистрированная длина 230 см. Откладывает яйца. Не является объектом целевого промысла.

## Таксономия
Впервые вид был научно описан в 1881 году как Raja nidarosiensis. Видовой эпитет происходит от старинного названия географического места обитания (прибрежные воды Торнхейма) — Нидарос.

## Ареал
Эти батидемерсальные скаты обитают в северо-восточной Атлантике в фьордах центральной и южной Норвегии, вдоль склонов юга Исландии, у западных берегов Шотландии и Ирландии, а также вдоль Срединно-Атлантического хребта и в Бискайском заливе. В 2005—2008 годах 4 особи были пойманы в водах Сардинии в центрально-западной части Средиземного моря на глубине 600—1420 м. Вероятно, они принадлежат к морфотипу меньшего размера. В целом Dipturus nidarosiensis встречаются вокруг подводных склонов и хребтов на глубине от 200 до 1000 м.

## Описание
Широкие и плоские грудные плавники этих скатов образуют ромбический диск с округлым рылом и закруглёнными краями. На вентральной стороне диска расположены 5 жаберных щелей, ноздри и рот. На длинном хвосте имеются латеральные складки. У этих скатов 2 редуцированных спинных плавника и редуцированный хвостовой плавник. Максимальная зарегистрированная длина 230 см.

## Биология
Подобно прочим ромбовым эти скаты откладывают яйца, заключённые в жёсткую роговую капсулу с выступами на концах. Длина капсулы 18,2—26,0 см, ширина 9,2—11,3 см. Эмбрионы питаются исключительно желтком. Недавно выклюнувшиеся скаты имеют тенденцию следовать за крупными объектами, похожими на их мать. Продолжительность поколения оценивается в 10 лет.

## Взаимодействие с человеком
Эти скаты не являются объектом целевого промысла, однако попадаются в качестве прилова. Медленный рост и низкая плодовитость делает их чувствительными к перелову. За последние 30 лет численность популяции по оценкам снизилась на 30 %. Международный союз охраны природы присвоил виду охранный статус «Близкий к уязвимому положению».